# Gare de Saint-Piat
Gare de Saint-Piat vasútállomás Franciaországban, Saint-Piat településen.

## Vasútvonalak
Az állomást az alábbi vasútvonalak érintik:
- Párizs–Brest-vasútvonal

## Kapcsolódó állomások
A vasútállomáshoz az alábbi állomások vannak a legközelebb:
- Gare de Jouy (Gare de Brest, Párizs–Brest-vasútvonal)
- Gare de Maintenon (Paris Gare Montparnasse, Párizs–Brest-vasútvonal)